# Palmerston, Cooköarna

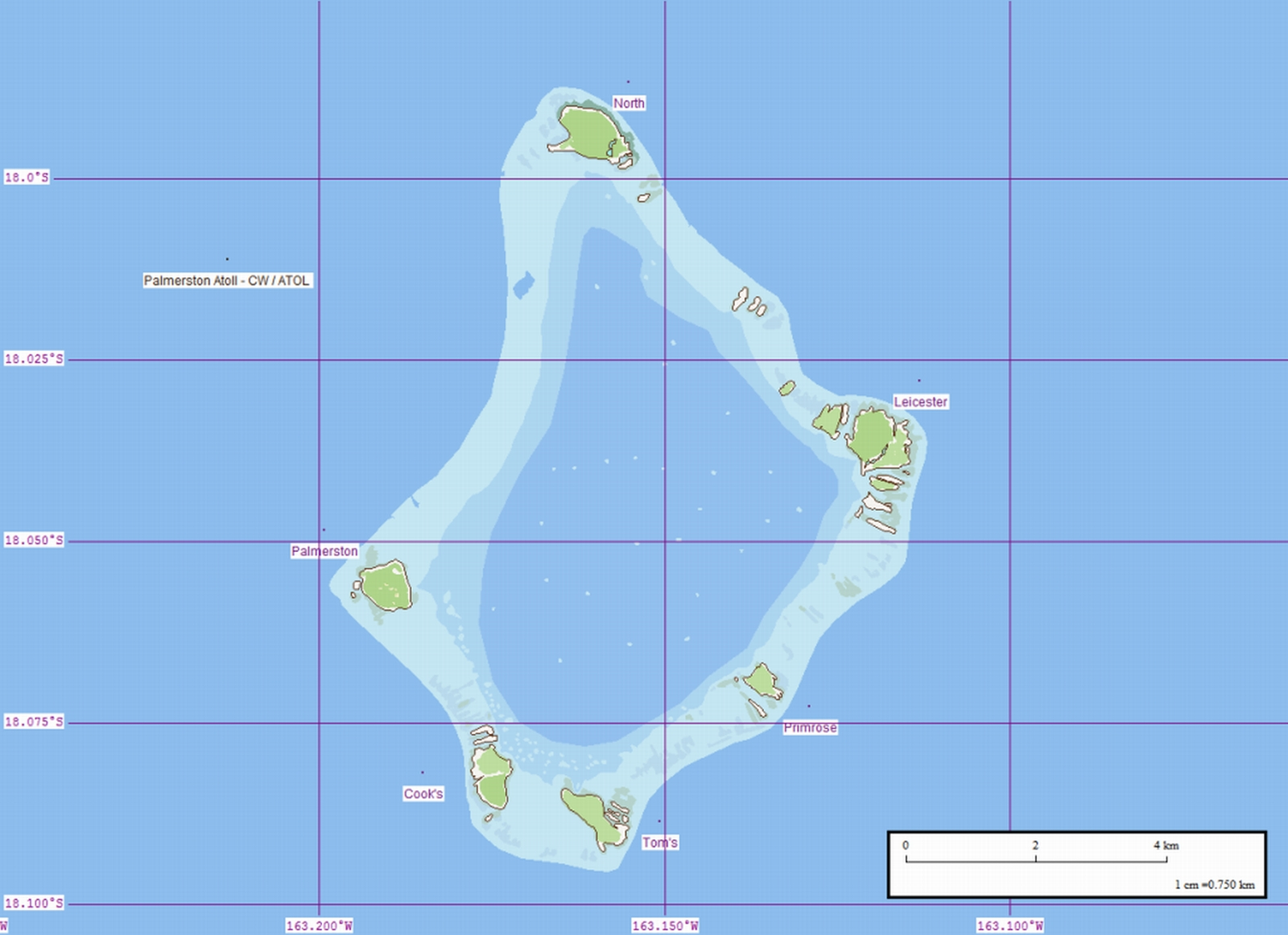
Karta över Palmerston.

Palmerston är en korallatoll i Cooköarna i Stilla havet, ungefär 500 km nordväst om huvudön Rarotonga. Den första europeiska kontakten kom genom kapten James Cook den 16 juni 1774. Atollen är täckt av tropisk skog.